# 이지은 (작가)
이지은(1977년 7월 3일 ~ )은 대한민국의 그림책 작가다. 대표도서로 《이파라파 냐무냐무》, 《팥빙수의 전설》, 《친구의 전설》, 《태양왕 수바》등이 있다.

## 생애
1977년 출생하였다. 그녀는 일러스트레이터로 먼저 활동을 시작하여 2011년부터 다양한 어린이 책에 삽화를 그렸다. 그녀는 영국 University of Brighton 에서 Sequential Design/illustration MA을 졸업하고 한국에 돌아와 2014년 첫 그림책 <종이 아빠>를 발표하였다. 그녀는 가볍고 따뜻한 일상의 소재를 만화의 형식을 사용해 그림책을 만들고 있다. 그녀는 독자들로 하여금 작품에 유머를 느낄 수 그림책을 만들고 있다고 이야기했다.

## 경력
이지은 작가의 대표작으로는 <이파라파 냐무냐무>, <팥빙수의 전설>, <친구의 전설>, <태양왕 수바>등이 있으며 <이파라파 냐무냐무>를 통해 2021년 comics-early reader부문에서 볼로냐 라가치 대상을 수상하였다. 그녀는 현재도 그림책 작가로서 활발하게 활동하고 있으며 한국에서 다양한 전시에도 참여하고 있다.

## 스타일
초기작 <종이 아빠>, <할머니 엄마>는 이지은의 자전적 이야기이다. 그림은 형식적으로 색채, 질감, 무늬를 풍성하게 사용한 아날로그 방식을 사용했다. 세 번째 작품 <빨간 열매>에서부터 이지은 작가는 곰, 눈호랑이, 털숭숭이 생명체 등 ‘은유적인 존재’를 경유해 이야기를 펼쳐나가기 시작했다. 이전에는 부모-자녀, 할머니-손녀처럼 가족 관계를 다루었다면, <빨간 열매>부터는 상상력을 통해 만들어진 존재, 어떤 사이인지 특정하기 어려운 존재를 구현하였다. 작업방식도 아날로그에서 디지털로 바뀌었다.
이지은 작가는 그림책에 유머를 담고 있다. 그녀는 우리가 예측할 수 없는 인물들 간 관계를 맺어주고 예상하지 못했던 공간을 하나의 장소로 만드는 ‘의외성’이 유머의 출발점이라 했다. 예를 들어, <이파라파 냐무냐무>에서의 마시멜로 마을이나 마시멜로가 농사를 짓는 작물이 정체불명의 열매라는 점 등의 요소들은 독자들의 궁금증과 호기심을 유발한다.
또한, 그녀는 소심하고 겁 많은 존재에 대한 애정을 가지고 있다. <빨간열매>, <팥빙수의 전설>, <이파라파 냐무냐무>에서의 인물들은 덩치가 크지만 순수한 모습을 가지고 있다. 그녀는 <이파라파 냐무냐무>의 큰 캐릭터와 작은 캐릭터의 대조를 보여주고 있는데 아이들의 입장에서 두 가지 모두 자기 모습으로 느낄 수 있도록 의미를 부여했으며 극단적인 대비를 통해 어린이들의 적극적인 감정 이입을 유도했다고 말한다.

## 수상
- 2021 볼로냐 라가치 대상 comics-early reader - <이파라파냐무냐무>
- 2022 대만 제83회 '호서대가독' 최우수 어린이 도서상 - <친구의 전설>

## 작품
글 ・ 그림 작업
- 2023 태양 왕 수바: 수박의 전설, 웅진주니어 ISBN 9788901271323
- 2021 친구의 전설, 웅진주니어 ISBN 9788901251226
- 2020 이파라파냐무냐무, 사계절 ISBN 9791160946673
- 2019 팥빙수의 전설, 웅진주니어 ISBN 9788901232232
- 2018 빨간열매, 사계절  ISBN 9791160943832
- 2016 할머니 엄마, 웅진주니어 ISBN 9788901213101
- 2014 종이아빠, 웅진주니어 ISBN 9788901213422

그림 작업
- 2019 숨은 신발 찾기 (글 은영, 그림 이지은), 문학동네 ISBN 9788954654722
- 2018 최훈 선생님이 들려주는 과학자처럼 생각하기 (글 최훈, 그림 이지은) ISBN 9791187050711
- 2018 우리 근대사의 작은 불꽃들 (글 고진숙, 그림 이지은), 한겨레아이들 ISBN 9791160402025
- 2017 변비책 (글 천미진, 그림 이지은), 키즈엠 ISBN 9788967498801
- 2017 콩 과자는 맛있어 (글 김정옥, 그림 이지은), 시공주니어 ISBN 9788952786227
- 2016 토끼전 배 속 간을 어찌 내고 들인단 말이냐 (글 정혜원, 그림 이지은), 나라말 ISBN 9788997981199
- 2014 춘향전 사랑 사랑 내 사랑이야 (글 임정아, 그림 이지은), 나라말 ISBN 9788997981144
- 2012 선이의 이불 (글 정하섭, 그림 이지은), 웅진주니어ISBN 9788901137254
- 2009 이닦기 대장이야! (글 이윤정, 그림 이지은), 웅진주니어 ISBN 9788901098098

## 활동
- 2021[1]우리이제, 친구 – 노원아트갤러리
- 2021[2]내맘 쏙 모두의 그림책 - 예술의 전당